# Universidade de Jinan
A Universidade de Jinan (暨南大学) é uma universidade pública chinesa localizada na província de Cantão (Guangdong). É uma das universidades mais antigas da China. Tem 112 anos e foi fundada no ano de 1906  por um  chinês que viveu no estrangeiro. A universidade tem 59 departamentos e cinco campi (três na cidade de Cantão –  Gaungzhou, um em ShenZhen e outro em Zhuhai). Tem mais de 50 mil estudantes, incluindo muitos estudantes internacionais. A universidade de Jinan foi a primeira universidade na China a recrutar estudantes estrangeiros e atualmente é a universidade com o maior número de estudantes internacionais. Oferece cursos de graduação, mestrado e doutoramento em direito, medicina, tradução, educação, engenharia, arquitetura, ciências sociais, e outros.
O campus de Zhuhai é na cidade de Zhuhai e foi fundado em 1998. Está localizado próximo duma montanha e tem um lago. Tem 6 faculdades, uma biblioteca grande, um ginásio, um estádio, duas cantinas e nove dormitórios para os alunos. O campus de Zhuhai oferece cursos de tradução, humanidades, direito, engenharia eléctrica e de embalagem, internet das coisas (internet of things), finanças e comércio internacional, entre outros. Tem aproximadamente 7 mil estudantes, incluindo muitos estudantes de Hong Kong, Macau e Taiwan. Na Universidade de Jinan os calouros têm orientação e formação durante uma semana, onde estudam KungFu e conhecem amigos. O campus também organiza uma festa para eles. Su Bingtian é um atleta famoso que estuda na Universidade de Jinan.
Fonte: https://www.jnu.edu.cn/
Fonte: https://zh.jnu.edu.cn/